# Wielkodomscy
Wielkodomscy (ang. The Casagrandes, od 2019) – amerykański serial animowany wyprodukowany przez Nickelodeon Productions. Jest to spin-off serialu Harmidom.
Premiera serialu odbyła się w Stanach Zjednoczonych 14 października 2019 na amerykańskim Nickelodeon. W Polsce serial zadebiutował 30 marca 2020 na antenie Nicktoons Polska.
Dnia 19 lutego 2020 zostało ogłoszone, że serial otrzymał zamówienie na drugi sezon liczący 20 odcinków, a jego premiera odbyła się jesienią 2020 roku. 
Dnia 24 września 2020 zostało ogłoszone, że serial otrzymał zamówienie na trzeci sezon liczący 20 odcinków.

## Fabuła
Serial opisuje historię Rozalii Anny Maliniak, która przeprowadza się do dużego miasta wraz ze swoją matką Marią i starszym bratem Robertem, aby poznać swoją dalszą latynoską rodzinę. Rodzina Wielkodomskich składa się z dziadka Hektora i babci Róży, ciotki Fryderyki i wujka Krzysztofa, kuzynów Karoliny, Kajtka, Karola i Kamila oraz zwierzaków Lalo i Papuga. Podczas pobytu w Jeziorach Wielkich Rozalka pozna nowych przyjaciół i przeżyje niesamowite przygody.

## Bohaterowie
- Rozalia „Rozalka” Anna Maliniak (ang. Ronalda „Ronnie” Anne Santiago) – główna bohaterka kreskówki. Jedenastoletnia siostra Roberta oraz córka Marii.
- Robert Aleksander Ludwik „Robuś” Maliniak (ang. Roberto Alejandro Martinez-Millan Luis „Bobby” Santiago Jr.) – 17-letni brat Rozalki, syn Marii oraz chłopak Hani. W przeszłości, tzn. w Harmidomu pracował m.in. jako dostawca pizzy, ratownik basenowy czy ochroniarz centrum handlowego. Od momentu przeprowadzki z Koronnych Kniei do miasta pracuje w sklepie kolonialnym, prowadzonym przez swojego dziadka Hektora.
- Maria Maliniak (ang. Maria Santiago) – matka Rozalki i Roberta. Pracuje jako pielęgniarka na izbie przyjęć.
- Arturo Maliniak (ang. Arturo Santiago) – ojciec Rozalki i Roberta. Pracował jako lekarz w Peru.
- Hektor Wielkodomski (ang. Hector Casagrande) – dziadek Rozalki, Roberta, Karoliny, Kajetana, Karola i Kamila, ojciec Marii i Krzysztofa oraz teść Fryderyki.
- Róża Wielkodomska (ang. Rosa Casagrande) – babcia Rozalki, Roberta, Karoliny, Kajetana, Karola i Kamila, matka Marii i Krzysztofa oraz teściowa Fryderyki.
- Krzysztof Wielkodomski (ang. Carlos Casagrande) – wujek Rozalki i Roberta, brat Marii, syn Róży i Hektora, mąż Fryderyki i ojciec Karoliny, Kajetana, Karola i Kamila.
- Fryderyka „Fredzia” Wielkodomska (ang. Frida Puga Casagrande) – ciotka Rozalki i Roberta, żona Krzysztofa i matka Karoliny, Kajetana, Karola i Kamila.
- Karolina Wielkodomska (ang. Carlota Casagrande) – kuzynka Rozalki i Roberta oraz najstarsza i jedyna córka Krzysztofa i Fryderyki spośród czwórki rodzeństwa.
- Kajetan „Kajtek” Wielkodomski (ang. Carlos „CJ” Casagrande Jr.) – kuzyn Rozalki i Roberta oraz drugi starszy syn Krzysztofa i Fryderyki spośród czwórki rodzeństwa. Ma zespół Downa.
- Karol Wielkodomski (ang. Carlino „Carl” Casagrande) – kuzyn Rozalki i Roberta oraz młodszy syn Krzysztofa i Fryderyki spośród czwórki rodzeństwa.
- Kamil Wielkodomski (ang. Carlitos Casagrande) – kuzyn Rozalki i Roberta oraz najmłodszy syn Krzysztofa i Fryderyki spośród czwórki rodzeństwa.
- Iga Czyż (ang. Sid Chang) – sąsiadka Rozalki oraz najlepsza przyjaciółka. Dwunastoletnia córka Szymona i Becci oraz starsza siostra Adelajdy.
- Szymon Czyż (ang. Stanley Chang) – ojciec Igi i Adelajdy.
- Becca Czyż (ang. Becca Chang) – matka Igi i Adelajdy.
- Adelajda Czyż (ang. Adelaide Chang) – sześcioletnia córka Szymona i Becci oraz młodsza siostra Igi.
- Papug (ang. Sergio) – papuga Wielkodomskich.
- Lalo – pies Wielkodomskich rasy mastif angielski.

## Wersja polska
Wersja polska: na zlecenie Nickelodeon Polska – Master Film

Reżyseria: Małgorzata Boratyńska

Tłumaczenie i dialogi: Agnieszka Wagner

Dźwięk i montaż: 
- Paweł Siwiec,
- Krzysztof Podolski (odc. 1-12, 26-30, 32),
- Przemysław Jóźwik (odc. 13-25)

Tekst piosenki: Dariusz Paprocki

Opracowanie muzyczne: Adam Krylik

Kierownictwo produkcji: 
- Romuald Cieślak (odc. 1-22, 24-25),
- Roksana Dziadek (odc. 23, 26-29),
- Kamil Graboś (odc. 30, 32)

Nadzór merytoryczny: Aleksandra Dobrowolska

Wystąpili:
- Aleksandra Radwan – Rozalka Maliniak
- Adam Pluciński – Robert Maliniak
- Katarzyna Skolimowska – Róża, babcia Rozalki i Roberta
- Zbigniew Konopka – 
  - Hektor, dziadek Rozalki i Roberta,
  - Chłopak z randki 2 (odc. 3b),
  - Zapaśnik sumo (odc. 17b),
  - Kucharz (odc. 19, 20a)
- Maksymilian Michasiów – 
  - Karol,
  - Artemis (odc. 3a),
  - Pracownik studia filmowego (odc. 15a),
  - Głosy z tłumu (odc. 15a, 20b)
- Brygida Turowska – 
  - Fredzia,
  - Kamil
- Janusz Wituch – 
  - Krzyś Casagrande, wujek Rozalki i Roberta,
  - Papug (odc. 8b, 9ab),
  - Paco (odc. 17a),
  - Spiker radiowy (odc. 17b),
  - Spiker (odc. 17b)
- Jacek Wolszczak – 
  - Kajtek,
  - Ludwiś (odc. 3a, 14b, 18b, 20b, 22a)
- Karolina Kalina – Karolina
- Izabella Bukowska – Maria, mama Rozalki i Roberta
- Damian Kulec – 
  - Romeo (odc. 1a, 23b),
  - Szymon Czyż (odc. 2a, 3a, 6b, 9b, 17b, 22b, 23, 25ab),
  - Widz teatru (odc. 2b),
  - Chłopak na imprezie 1 (odc. 3a),
  - Pirat Byron (odc. 5a),
  - Paweł (odc. 5b, 8a, 10b, 12b, 20a, 27a, 30a, 32a),
  - Sędzia na torze wyścigowym (odc. 8b),
  - Kasjer (odc. 12a),
  - Klient krzyczący „Armageddon!” (odc. 12a),
  - Krzyczący klient (odc. 13b),
  - Głosy z tłumu (odc. 15a),
  - Mąż z tłumu (odc. 15a),
  - Dżentelmen (odc. 15b),
  - Dostawca taco (odc. 17a),
  - Mini pociąg 3 (odc. 17b),
  - Mężczyzna chcący taco (odc. 19),
  - Twórca serowej rzeźby (odc. 21b),
  - Bohater filmu (odc. 25b)
- Agnieszka Fajlhauer – 
  - Iga Czyż,
  - Brązowowłosa uczennica (odc. 14b),
  - Hela Harmidomska (odc. 19)
- Waldemar Barwiński – 
  - Pan Nakamura (odc. 1b, 12b, 14a, 22b, 23, 24a, 25b, 30b),
  - Chłopak z randki 1 (pierwsza kwestia w odc. 2b),
  - Joe (odc. 2b),
  - Ratownik (odc. 13a),
  - Szalony naukowiec (odc. 16a),
  - El Falcon (odc. 28ab)
- Małgorzata Boratyńska – 
  - Miranda (odc. 1b, 5b, 25b),
  - Sprzedawczyni (odc. 1b),
  - Becia (odc. 2a, 10a, 14b, 23, 27ab),
  - Dziewczyna na kursie robotyki (odc. 2a),
  - Widzka teatru (odc. 2b),
  - Dziewczyna na imprezie 2 (odc. 3a),
  - Adela Czyż (odc. 3b, 6b, 9b, 14a, 17b, 18b, 21a, 23, 30a),
  - Hania Harmidomska (odc. 8a, 10a, 19, 27a),
  - Dziewczynka (odc. 13b),
  - Uczniowie (odc. 14b),
  - Głos z aplikacji (odc. 15b)
- Kinga Tabor –
  - Pani Kwiatkowska (odc. 1b, 3a, 5b, 6a, 23),
  - Pasażerka pociągu (odc. 3b),
  - Senior Flores (odc. 3a),
  - Kobieta z food trucka (odc. 4a),
  - Nauczycielka, Gucia Golanko (odc. 11b, 14b, 27b),
  - Pani Kernicka, sąsiadka Wielkodomskich (odc. 12b, 14a),
  - Kobieta z makijażem (odc. 13b),
  - Gracja (odc. 14a),
  - Przyjaciółka Kamili (odc. 15a)
- Elżbieta Jędrzejewska – Margarita (odc. 1b, 9b, 24b)
- Mieczysław Morański – 
  - Wacław (odc. 1b, 3a, 4b, 5b, 6a, 7),
  - Chłopak z randki 1 (druga kwestia w odc. 2b),
  - Taksówkarz (odc. 7)
- Krzysztof Szczerbiński – 
  - Bruno (odc. 1b, 26a),
  - Arturo Maliniak (odc. 2b, 4a, 7, 9a, 10b, 20ab, 22b, 23, 27b, 29a),
  - Motocyklista (odc. 7),
  - Głos z horroru (odc. 8a),
  - Narrator filmu (odc. 17a)
- Łukasz Talik – 
  - Rakarz (odc. 1b),
  - Chłopak z randki 3 (odc. 2b),
  - Prezenter Żabiego tygodnia (odc. 3b),
  - Papug (odc. 10-33),
  - Nastolatek (odc. 13b),
  - Uciekinier (odc. 16a),
  - Mini pociąg 1 (odc. 17b),
  - Gołębie (odc. 25a)
- Robert Tondera – 
  - Papug (odc. 2ab, 3b, 4a, 5b, 6b, 7),
  - Robot (odc. 3a),
  - Facet przypominający Rozalkę (odc. 3b),
  - Kolega Arturra (odc. 7),
  - Gołąb Sancho (odc. 13ab),
  - Robbie (odc. 16b),
  - Mini pociąg 2 (odc. 17b),
  - Klient (odc. 18a)
- Hanna Kinder-Kiss – 
  - Pani Kernicka, sąsiadka Wielkodomskich (odc. 2a, 23, 24a),
  - Matylda (odc. 5b, 8a, 11b, 12b),
  - Klientka (odc. 12a),
  - Prezenterka pogody (odc. 13b),
  - Aleksy (odc. 20a),
  - Rysio, brat Beci (odc. 23),
  - Bibliotekarka Melcia (odc. 29a)
- Piotr Bąk –
  - Męski głos z teatru (odc. 2b),
  - Ochroniarz (odc. 3a),
  - Sprzedawca w zoologicznym (odc. 3b),
  - Wróżbita Ernesto (odc. 4b)
- Rafał Fudalej – 
  - Krystek (odc. 3a),
  - Sławek (odc. 7, 10a, 14b, 18b, 22a, 27b, 29a),
  - Błażej (odc. 11a)
- Marta Dobecka – 
  - Dziewczyna na imprezie 1 (odc. 3a),
  - Nikuś (odc. 7, 10a, 14b, 18b, 27b, 29a)
- Filip Rogowski – Hirek Harmidomski (odc. 4b, 19, 23, 27a)
- Karol Kwiatkowski – 
  - Ralphie (odc. 5a),
  - Cecyl (odc. 7, 10a, 14b, 18b, 22a, 26b, 27b, 29a)
- Jakub Wieczorek – 
  - Kapitan Dave (odc. 5a),
  - Filip (odc. 19),
  - Komentator (odc. 32a)
- Paulina Napora – Pani Czyż (odc. 6b, 14a, 23)
- Jarosław Domin – 
  - Wacław (odc. 8a, 9b, 10b, 11b, 13b, 15b, 16b, 17b, 18a, 20ab, 21a, 22a, 23, 24b, 25a, 26a, 27ab, 30b, 32ab, 33b),
  - Brytyjski dżentelmen (odc. 17b),
  - Kobra (odc. 23a),
  - Artemio Artystowicz (odc. 23b)
- Maciej Kosmala – 
  - Spiker na torze wyścigowym (odc. 8b),
  - Jan Olśniewacz (odc. 12a),
  - Facet narzekający na upał (odc. 13b),
  - Pan Hong (odc. 18a, 24a, 30b),
  - Pan Nakamura (odc. 18b),
  - Posłaniec (odc. 19),
  - Falcon (odc. 21a),
  - Spiker w reklamie (odc. 21a),
  - Ojciec panny młodej (odc. 24b),
  - Facet na ławce (odc. 25a),
  - Śniadaniobot (odc. 30a)
- Katarzyna Owczarz – Alisa Barela (odc. 11a)
- Marta Markowicz – 
  - Padma (odc. 12a),
  - Sąsiadka Wielkodomskich (odc. 12b)
  - Monika (odc. 21a),
  - Prowadząca konkurs taneczny (odc. 24a),
  - Komputer samolotu (odc. 25b)
- Maksymilian Bogumił – Daniel (odc. 12b)
- Anna Wodzyńska –
  - Klientka (odc. 13b),
  - Głosy z tłumu (odc. 15a),
  - Pasażerka metra (odc. 15b),
  - Właścicielka torebki (odc. 16a),
  - Spikerka (odc. 16a),
  - Pani Dorcia (odc. 16a),
  - Hala Harmidomska (odc. 19),
  - Uczestniczka aukcji (odc. 21b)
- Barbara Kałużna – 
  - Matylda (odc. 13b, 17b, 18a, 20b, 23, 25ab, 26b, 30b, 32a),
  - Wera Werwa (odc. 16a),
  - Hercia Harmidomska (odc. 19),
  - Nawałnica / Blanca Guzmán (odc. 32a)
- Krzysztof Rogucki – Paweł (odc. 13b)
- Mateusz Kwiecień – 
  - Wąsacz (odc. 13b),
  - Blondwłosy klient (odc. 13b),
  - Henryk Harmidomski, tata (odc. 19),
  - Policjant (odc. 28b)
- Aleksander Mikołajczak – Pan Skarbek (odc. 14a)
- Jacek Król – 
  - Trener Crawford (odc. 14b),
  - Narrator programu Wera Werwa (odc. 16a),
  - Tajny krytyk kulinarny (odc. 16a),
  - Ernesto (odc. 19)
- Ewa Serwa – Kamila (odc. 15a)
- Kamil Pruban – Głosy z tłumu (odc. 15a)
- Sebastian Machalski – Dostawca pizzy (odc. 16a)
- Elżbieta Gaertner – Mama Lupe, Prababcia Rozalki i Roberta (odc. 17a)
- Agnieszka Kunikowska – Rita Harmidomska, mama (odc. 19)
- Anna Gajewska – Hola Harmidomska (odc. 19)
- Monika Kwiatkowska – Hila Harmidomska (odc. 19)
- Beata Jankowska-Tzimas – Hena Harmidomska (odc. 19)
- Julia Kołakowska-Bytner – Honia Harmidomska (odc. 19)
- Agnieszka Mrozińska –
  - Harma Harmidomska (odc. 19),
  - Greta (odc. 20a)
- Grzegorz Kwiecień – 
  - Spacerujący w parku (odc. 20a),
  - Bruno (odc. 20b)
- Kim Grygierzec – 
  - Kurierka (odc. 21a),
  - Panna młoda (odc. 24b)
- Marta Dylewska – Druhna (odc. 24b)
- Krzysztof Pietrzak – Yoon Kwan (odc. 26b)
- Norbert Kaczorowski – Bruno (odc. 27ab, 29a)
- Zbigniew Suszyński – 
  - Ochroniarz (odc. 27a),
  - Rabuś (odc. 28b)
- Jakub Szyperski – 
  - Ludwiś (odc. 29a, 33b),
  - Pan Gwin (odc. 33b)
- Sebastian Machalski – Kaziu (odc. 29b)
- Bartosz Bednarski – Aleksy (odc. 30a, 33b)
- Tomasz Bednarek – Izydor (odc. 32b)
- Kamil Dominiak
- Igor Borecki
- Magdalena Herman-Urbańska

i inni
Wykonanie piosenek:
- Katarzyna Owczarz (czołówka, odc. 11),
- Aleksandra Radwan (czołówka),
- Agnieszka Mrozińska (czołówka),
- Zbigniew Konopka (odc. 18a),
- Łukasz Talik (odc. 18a),
- Adam Pluciński (odc. 18a, 23)

i inni
Lektor: Łukasz Talik

## Spis odcinków

### Seria 1 (2019–20)
| Nr | Tytuł                                              | Tytuł polski                                         | Premiera                                          | Premiera w Polsce                           |
| -- | -------------------------------------------------- | ---------------------------------------------------- | ------------------------------------------------- | ------------------------------------------- |
| 1  | Going Overboard / Walk Don’t Run                   | Jazda bez trzymanki / Za psi pieniądz                | 14 października 2019                              | 30 marca 2020                               |
| 2  | The Two of Clubs / Vacation Daze                   | Fakultety na duety / Mamy wolne                      | 2 listopada 2019                                  | 31 marca 2020                               |
| 3  | New Haunts / Croaked                               | Wampirze boogie / Dia de los muertos                 | 19 października 2019 (A) 26 października 2019 (B) | 1 kwietnia 2020                             |
| 4  | Snack Pact / The Horror-Scope                      | Draka o food trucka / Horrorskop                     | 9 listopada 2019                                  | 2 kwietnia 2020                             |
| 5  | Arr in the Family / Finders Weepers                | Piraci w rodzinie / Znalezione nie kradzione         | 16 listopada 2019                                 | 6 kwietnia 2020 (A) 7 kwietnia 2020 (B)     |
| 6  | Stress Test / How to Train Your Carl               | Test i stres / Jak wytresować smoka                  | 11 stycznia 2020 (A) 20 stycznia 2020 (B)         | 8 kwietnia 2020 (A) 9 kwietnia 2020 (B)     |
| 7  | Operation Dad                                      | Operacja tata                                        | 20 stycznia 2020                                  | 3 kwietnia 2020                             |
| 8  | Flee Market / Copy Can’t                           | Sklepowy stan nerwowy / Naśladowca-prześladowca      | 28 stycznia 2020 (A) 29 stycznia 2020 (B)         | 26 lipca 2020                               |
| 9  | Away Game / Monster Cash                           | Nie ma jak u babci / Potworna kasa                   | 22 lutego 2020                                    | 2 sierpnia 2020                             |
| 10 | Trend Game / This Bird Has Flown                   | Trendomania / Wylotka                                | 29 lutego 2020                                    | 9 sierpnia 2020                             |
| 11 | V.I.Peeved / Señor Class                           | Goście specjalnej troski / Dziadek z klasą           | 14 marca 2020                                     | 1 września 2020 (A) 2 września 2020 (B)     |
| 12 | Fast Feud / Never Friending Story                  | Afera Strzel burgera / Przyjaciel potrzebny od zaraz | 28 kwietnia 2020 (A) 30 kwietnia 2020 (B)         | 3 września 2020 (A) 4 września 2020 (B)     |
| 13 | Slink or Swim / The Big Chill                      | Wiązanie i pływanie / Chłodzenie w cenie             | 30 maja 2020                                      | 25 października 2020                        |
| 14 | Karma Chameleon / Team Effort                      | Karmiczny kameleon / Drużynowy wysiłek               | 16 czerwca 2020 (A) 18 czerwca 2020 (B)           | 1 listopada 2020                            |
| 15 | Grandparent Trap / Miss Step                       | Dziadkowie w kryzysie / Tańce połamańce              | 10 sierpnia 2020 (A) 11 sierpnia 2020 (B)         | 18 października 2020                        |
| 16 | Guess Who’s Shopping for Dinner? / New Roomie      | Kino akcji do kolacji / Gość daje w kość             | 12 sierpnia 2020 (A) 13 sierpnia 2020 (B)         | 19 listopada 2020                           |
| 17 | Mexican Makeover / Uptown Funk                     | Prawdziwie meksykański duch / Pociąg do pociągów     | 18 września 2020                                  | 20 listopada 2020 (A) 23 listopada 2020 (B) |
| 18 | Bo Bo Business / Blunder Party                     | Strategia biznesowa / Imprezowicze-gapowicze         | 25 września 2020                                  | 24 listopada 2020 (A) 25 listopada 2020 (B) |
| 19 | Cursed!                                            | Klątwa                                               | 25 listopada 2020                                 | 28 listopada 2020                           |
| 20 | What’s Love Gato Do With It? / Dial M. for Mustard | Pokochać kota-strofę / M jak musztarda               | 16 października 2020                              | 26 listopada 2020 (A) 27 listopada 2020 (B) |

### Seria 2 (od 2020)
| Nr | Tytuł                                          | Tytuł polski                                   | Premiera                              | Premiera w Polsce                         |
| -- | ---------------------------------------------- | ---------------------------------------------- | ------------------------------------- | ----------------------------------------- |
| 21 | The Kid Plays in the Picture / Achy Breaky Art | Influencerzy nie frajerzy / Jak krytyka dotyka | 22 stycznia 2021                      | 15 lutego 2021                            |
| 22 | Fails from the Crypt / Bad Cluck               | Krypto-rekordziści / Wkurzony duch             | 9 października 2020                   | 15 lipca 2021                             |
| 23 | A Very Casagrandes Christmas                   | Bardzo Wielkodomskie Boże Narodzenie           | 5 grudnia 2020                        | 4 lipca 2021                              |
| 24 | Guilt Trip / Short Cut                         | Podróż życia / Na skróty                       | 29 stycznia 2021                      | 16 lutego 2021                            |
| 25 | Fool’s Gold / Flight Plan                      | Złoto dla naiwnych / Plan lotu                 | 5 lutego 2021                         | 18 lutego 2021 (A) 19 lutego 2021 (B)     |
| 26 | No Egrets / Meal Ticket                        | Czaplowanie – matkowanie / Koncertowa wtopa    | 15 lutego 2021                        | 17 lutego 2021                            |
| 27 | An Udder Mess / Teacher’s Fret                 | Kram z nabiałem / Niebezpieczne związki        | 16 lutego 2021                        | 11 lipca 2021                             |
| 28 | I, Breakfast Bot / Dynamic Do-Over             | Ja, Śniadaniobot / Kariera superbohatera       | 17 lutego 2021                        | 18 lipca 2021                             |
| 29 | Home Improvement / Undivided Attention         | Ludwisiowa chata / Niepodzielna uwaga          | 18 lutego 2021                        | 21 lipca 2021                             |
| 30 | Karate Chops / Taco the Town                   | Weź karate na klatę / Tacos rządzą             | 26 marca 2021                         | 21 lipca 2021                             |
| 31 | Zoo-mergency!                                  | ---                                            | 31 maja 2021                          | 11 listopada 2021                         |
| 32 | Saving Face / Matters of the Kart              | Zachować twarz / Gra warta gokart              | 4 czerwca 2021                        | 22 lipca 2021                             |
| 33 | Chancla Force / Fluff Love                     | Moc chancla / Pan Gwin                         | 11 czerwca 2021                       | 15 sierpnia 2021                          |
| 34 | Battle of the Grandpas / Prankaversary         | --- / ---                                      | 18 czerwca 2021                       | 2 listopada 2021 (A) 1 listopada 2021 (B) |
| 35 | Do the Fruit Shake / Throwing Pains            | --- / ---                                      | 25 czerwca 2021 (A) nieemitowany (B)  | 10 listopada 2021(A) 9 listopada 2021 (B) |
| 36 | Lalo Land / Maybe-Sitter                       | --- / ---                                      | 20 lipca 2021 (A) 25 czerwca 2021 (B) | 5 listopada 2021 (A) 8 listopada 2021 (B) |
| 37 | Operation Popstar                              | ---                                            | 16 lipca 2021                         | 18 grudnia 2021                           |
| 38 | Just Be Coo / Tee’d Off                        | --- / ---                                      | 10 września 2021                      | 25 grudnia 2021                           |